# Niels Bugge
Niels Bugge var en dansk herreman på 1300-talet.
Bugge nämns i visan om Niels Ebbesen som en bland den holsteinske greven Geerts motståndare, men hade tidigare hållit med denne. Han var kanske Niels Ebbesens morbror. Han byggde först Nørre Vosborg vid Ringkøbing och 1345 Hald vid Viborg samt var en av Danmarks rikaste herrar (vilket gav honom öknamnet "kong Bugge").
Han är annars mest bekant genom sitt fientliga förhållande till Valdemar Atterdag. Med denne konung hade han, jämte flera jylländska adelsmän, 1351 två möten på Kalundborg, men det lyckades ej att åstadkomma enighet, och under de fortsatta stridigheterna uthärdade Bugge på Hald en belägring af konungens trupper.
Vid nyårstiden 1359, när han återvände till Jylland från ett förgäves hållet fredsmöte i Slagelse, blev han, tillsammans med Ove Stigsson och Peder Andersson, i närheten af Middelfart öfverfallen av fiskare och slagen till döds med grepar. Stället, där detta skedde, är ännu i dag bevuxet med en mängd röda rumexplantor.
Dessa har ej låtit utrota sig och kallas av allmogen "Bugges blod" eller "Bugges rosor", och invånarna i de tre hus, där gärningsmännen bodde, var ända till 1874 årligen tvungna att erlägga 49 skillingar i blodspenningar ("Bugge-penge"). Konungen friade sig med ed från beskyllningen för delaktighet i mordet.